# Paul Frankeur
Paul Louis Frankeur, född 29 juni 1905 i Paris, död 27 oktober 1974 i Nevers,  Bourgogne-Franche-Comté, var en fransk skådespelare.

## Roller i urval
- 1945 – Paradisets barn
- 1948 – Som folk är värst
- 1949 – Fest i byn
- 1950 – Rättvisa har skipats
- 1952 – De smygande stegen
- 1954 – Grisbi – blod på guldet
- 1955 – Nana
- 1955 – Narkotikarazzia
- 1956 – Människor utan betydelse
- 1957 – Våldets väg
- 1959 – Luffarkavaljeren
- 1962 – Gentlemannen från Epsom
- 1965 – Jag älskar när åskan går
- 1966 – Andra andningen
- 1968 – Pang pang-bruden
- 1972 – Borgarklassens diskreta charm
- 1974 – Frihetens fantom